# Список медалістів зимових Олімпійських ігор 1998
XVIII Зимові Олімпійські ігри у 1998 році проходили в японському місті Нагано. Всього в змаганнях взяли участь 2176 спортсменів з 72 країн світу. Було розіграно 68 комплектів нагород у 15 дисциплінах 7 видів спорту. Переможцем загального медального заліку стала збірна Німеччини, що здобула 29 медалей, з яких 12 золотих, 9 срібних і 8 бронзових медалей.

## Біатлон
| Дисципліна                    | Золото                                                                | Срібло                                                                                 | Бронза                                                                                         |
| Чоловіки: індивідуальна гонка | Хальвард Ханевольд · Норвегія                                         | П'єральберто Каррара · Італія                                                          | Олексій Айдаров · Білорусь                                                                     |
| Чоловіки: спринт              | Уле-Ейнар Б'єрндален · Норвегія                                       | Фруде Андресен · Норвегія                                                              | Вілле Ряйккенен · Фінляндія                                                                    |
| Чоловіки: естафета 4 × 7,5 км | Німеччина: - Рікко Гросс - Петер Зендель - Свен Фішер - Франк Люк     | Норвегія: - Егіл Г'єлланд - Хальвард Ханевольд - Даг Б'єрндален - Уле-Ейнар Б'єрндален | Росія: - Павло Муслімов - Володимир Драчов - Сергій Тарасов - Віктор Майгуров                  |
| Жінки: індивідуальна гонка    | Катерина Дафовська · Болгарія                                         | Олена Петрова · Україна                                                                | Уші Дізль · Німеччина                                                                          |
| Жінки: спринт                 | Галина Куклева · Росія                                                | Уші Дізль · Німеччина                                                                  | Катрін Апель · Німеччина                                                                       |
| Жінки: естафета 4 × 6 км      | Німеччина: - Уші Дізль - Мартіна Целльнер - Катрін Апель - Петра Беле | Росія: - Ольга Мельник - Галина Куклева - Альбіна Ахатова - Ольга Ромасько             | Норвегія: - Анн-Елен Шельбрей - Аннетта Сіквеланн - Гун Маргіт Андреассен - Лів-Грете Шельбрей |

## Бобслей
| Дисципліна         | Золото                                                                           | Срібло                                                                  | Бронза |
| Чоловіки: двійки   | Італія: - Гюнтер Хубер - Антоніо Тарталья Канада: - П'єр Людерс - Девід Макікерн | не вручали                                                              | Німеччина: - Крістоф Ланген - Маркус Ціммерман                                                                                                |
| Чоловіки: четвірки | Німеччина: - Крістоф Ланген - Маркус Ціммерман - Марко Якобс - Олаф Хампель      | Швейцарія: - Марсель Ренер - Маркус Нюсслі - Марко Якобс - Олаф Хампель | Франція: - Брюно Мінжон - Еммануель Осташ - Ерік Ле Шанон - Макс Робер Велика Британія: - Шон Олссон - Дін Ворд - Кортні Рамболт - Пол Еттвуд |

## Гірськолижний спорт
| Дисципліна                   | Золото                       | Срібло                                       | Бронза                           |
| Чоловіки: швидкісний спуск   | Жан-Люк Кретьє · Франція     | Лассе К'юс · Норвегія                        | Ганнес Трінкль · Австрія         |
| Чоловіки: супергігант        | Германн Маєр · Австрія       | Ганс Кнаус · Австрія · Дідьє Кюш · Швейцарія | не вручали                       |
| Чоловіки: гігантський слалом | Германн Маєр · Австрія       | Стефан Ебергартер · Австрія                  | Міхаель фон Грюніген · Швейцарія |
| Чоловіки: слалом             | Ганс Петтер Бурос · Норвегія | Уле Крістіан Фурусет · Норвегія              | Томас Сікора · Австрія           |
| Чоловіки: комбінація         | Маріо Райтер · Австрія       | Лассе К'юс · Норвегія                        | Крістіан Маєр · Австрія          |
| Жінки: швидкісний спуск      | Катя Зайцінгер · Німеччина   | Пернілла Віберг · Швеція                     | Флоранс Маснада · Франція        |
| Жінки: супергігант           | Пікабо Стріт · США           | Міхаела Дорфмайстер · Австрія                | Александра Майсснітцер · Австрія |
| Жінки: гігантський слалом    | Дебора Компаньоні · Італія   | Александра Майсснітцер · Австрія             | Катя Зайцінгер · Німеччина       |
| Жінки: слалом                | Гільде Герг · Німеччина      | Дебора Компаньоні · Італія                   | Залі Стегалл · Австралія         |
| Жінки: комбінація            | Катя Зайцінгер · Німеччина   | Мартіна Ертль · Німеччина                    | Гільде Герг · Німеччина          |

## Керлінг
| Дисципліна                  | Золото                                                                                         | Срібло                                                                                    | Бронза                                                                                               |
| Чоловіки: турнір з керлінгу | Швейцарія: - Патрік Гюрліман - Патрік Лертшер - Даніель Мюллер - Дієго Перрен - Домінік Андрес | Канада: - Майк Гарріс - Річард Гарт - Коллін Мітчелл - Джордж Карріс - Пол Севідж         | Норвегія: - Антон Грімсмо - Стіг-Арне Гуннестад - Ейгіль Рамсф'єлл - Торі Торвбротен - Ян Торесен    |
| Жінки: турнір з керлінгу    | Канада: - Сандра Шмірлер - Марсія Гудерайт - Джен Беткер - Джоан Маккаскер - Атина Форд        | Данія: - Гелена Блак Лаврсен - Маргіт Пертнер - Дортен Гольм - Тріне Квіст - Яні Бідструп | Швеція: - Елізабет Густафсон - Катаріна Нюберг - Луїз Мармонт - Елізабет Перссон - Маргарета Ліндаль |

## Ковзанярський спорт
| Дисципліна             | Золото                            | Срібло                            | Бронза                        |
| Чоловіки: 500 метрів   | Хіроясу Симідзу · Японія          | Джеремі Вотерспун · Канада        | Кевін Оверленд · Канада       |
| Чоловіки: 1000 м       | Ідс Постма · Нідерланди           | Ян Бос · Нідерланди               | Хіроясу Симідзу · Японія      |
| Чоловіки: 1500 метрів  | Одне Сендрол · Норвегія           | Ідс Постма · Нідерланди           | Рінтьє Рітсма · Нідерланди    |
| Чоловіки: 5000 метрів  | Джанні Ромме · Нідерланди         | Рінтьє Рітсма · Нідерланди        | Барт Велдкамп · Бельгія       |
| Чоловіки: 10000 метрів | Джанні Ромме · Нідерланди         | Боб де Йонг · Нідерланди          | Рінтьє Рітсма · Нідерланди    |
| Жінки: 500 метрів      | Катріона Лемей-Доан · Канада      | Сьюзен Ош · Канада                | Томомі Окадзакі · Японія      |
| Жінки 1000 метрів      | Маріанне Тіммер · Нідерланди      | Кріс Вітті · США                  | Катріона Лемей-Доан · Канада  |
| Жінки: 1500 метрів     | Маріанне Тіммер · Нідерланди      | Гунда Німан-Штірнеман · Німеччина | Кріс Вітті · США              |
| Жінки: 3000 метрів     | Гунда Німан-Штірнеман · Німеччина | Клаудія Пехштайн · Німеччина      | Анні Фрізінгер · Німеччина    |
| Жінки: 5000 метрів     | Клаудія Пехштайн · Німеччина      | Гунда Німан-Штірнеман · Німеччина | Людмила Прокашева · Казахстан |

## Лижне двоборство
| Дисципліна                    | Золото                                                                             | Срібло                                                                    | Бронза                                                          |
| Чоловіки: індивідуальна гонка | Б'ярте Енген Вік · Норвегія                                                        | Самппа Лаюнен · Фінляндія                                                 | Валерій Столяров · Росія                                        |
| Чоловіки: ефстафета           | Норвегія: - Гальдор Скард - Кеннет Бротен - Б'ярте Енген Вік - Фред Берре Люндберг | Фінляндія: - Самппа Лаюнен - Ярі Мантіла - Тапіо Нурмела - Ханну Маннінен | Франція: - Сільвен Гійом - Ніколя Баль - Людовик Ру - Фабріс Гі |

## Лижні гонки
| Дисципліна                   | Золото                                                                   | Срібло                                                                     | Бронза                                                                              |
| Чоловіки: гонка на 30 км     | Міка Мюллюля · Фінляндія                                                 | Ерлінг Евне · Норвегія                                                     | Сільвіо Фаунер · Італія                                                             |
| Чоловіки: гонка на 10 км     | Б'єрн Делі · Норвегія                                                    | Маркус Гандлер · Австрія                                                   | Міка Мюллюля · Фінляндія                                                            |
| Чоловіки: гонка на 15 км     | Томас Альсгорд · Норвегія                                                | Б'єрн Делі · Норвегія                                                      | Володимир Смирнов · Казахстан                                                       |
| Чоловіки: естафета 4 × 10 км | Норвегія: - Стуре Сівертсен - Ерлінг Евне - Б'єрн Делі - Томас Альсгорд  | Італія: - Марко Альбареллі - Фульвіо Вальбуза - Фабіо Май - Сільвіо Фаунер | Фінляндія: - Харрі Кірвесніємі - Міка Мюллюля - Самі Репо - Ярі Ісомется            |
| Чоловіки: на 50 км           | Б'єрн Делі · Норвегія                                                    | Ніклас Йонссон · Швеція                                                    | Крістіан Гоффман · Австрія                                                          |
| Жінки: гонка на 15 км        | Ольга Данилова · Росія                                                   | Лариса Лазутіна · Росія                                                    | Аніта Моен · Норвегія                                                               |
| Жінки: гонка на 10 км        | Лариса Лазутіна · Росія                                                  | Катержина Нойманова · Чехія                                                | Бента Скарі · Норвегія                                                              |
| Жінки: гонка на 15 км        | Лариса Лазутіна · Росія                                                  | Ольга Данилова · Росія                                                     | Катержина Нойманова · Чехія                                                         |
| Жінки: естафета 4 × 5 км     | Росія: - Ніна Гаврилюк - Ольга Данилова - Олена Вяльбе - Лариса Лазутіна | Норвегія: - Маріт Міккельспласс - Бента Скарі - Елін Нільсен - Аніта Моен  | Італія: - Карін Мородер - Мануела Ді Чента - Габріелла Паруцці - Стефанія Бельмондо |
| Жінки: гонка на 30 км        | Юлія Чепалова · Росія                                                    | Стефанія Бельмондо · Італія                                                | Лариса Лазутіна · Росія                                                             |

## Санний спорт
| Дисципліна        | Золото                                  | Срібло                          | Бронза                              |
| Чоловіки: одинаки | Георг Гакль · Німеччина                 | Армін Цеггелер · Італія         | Єнс Мюллер · Німеччина              |
| Чоловіки: двійки  | Німеччина: - Штефан Краусе - Ян Берендт | США: - Кріс Торп - Гордон Шир   | США: - Марк Грімметт - Браян Мартін |
| Жінки: одинаки    | Зільке Краусхаар · Німеччина            | Барбара Нідернхубер · Німеччина | Ангеліка Нойнер · Австрія           |

## Сноубординг
| Дисципліна                               | Золото                  | Срібло                         | Бронза                      |
| Чоловіки: хаф-пайп                       | Джан Сіммен · Швейцарія | Даніель Франк · Норвегія       | Росс Паверс · США           |
| Чоловіки: паралельний гігантський слалом | Росс Ребальяті · Канада | Томас Пруггер · Італія         | Улі Кестенгольц · Швейцарія |
| Жінки: хаф-пайп                          | Нікола Тост · Німеччина | Стіне Брун К'єльдас · Норвегія | Шеннон Данн · США           |
| Жінки: паралельний гігантський слалом    | Карін Рюбі · Франція    | Гайді Ренот · Німеччина        | Бригіта Кек · Австрія       |

## Стрибки з трампліна
| Дисципліна                    | Золото                                                                    | Срібло                                                                   | Бронза                                                                          |
| Чоловіки: нормальний трамплін | Яні Сойнінен · Фінляндія                                                  | Кадзуесі Фунакі · Японія                                                 | Андреас Відгельцль · Австрія                                                    |
| Чоловіки: великий трамплін    | Кадзуесі Фунакі · Японія                                                  | Янне Сойнінен · Фінляндія                                                | Масахіко Харада · Японія                                                        |
| Чоловіки: командна першість   | Японія: - Таканобу Окабе - Хіро Саїто - Масахіко Харада - Кадзуесі Фунакі | Німеччина: - Свен Ганнавальд - Мартін Шмітт - Гансйорг Якле - Дітер Тома | Австрія: - Геннінг Стенсруд - Лассе Оттесен - Роар Льокелсой - Крістіан Бренден |

## Фігурне катання
| Дисципліна                 | Золото                                    | Срібло                                      | Бронза                                       |
| Чоловіки: одиночне катання | Ілля Кулик · Росія                        | Елвіс Стойко · Канада                       | Філіп Канделоро · Франція                    |
| Жінки: одиночне катання    | Тара Ліпінські · США                      | Мішель Кван · США                           | Чень Лу · Китай                              |
| Парне катання              | Росія: - Оксана Казакова - Артур Дмитрієв | Росія: - Олена Бережна - Антон Сіхарулідзе  | Німеччина: - Манді Ветцель - Інго Штоєр      |
| Танці на льоду             | Росія: - Оксана Грищук - Євген Платов     | Росія: - Анжеліка Крилова - Олег Овсянников | Франція: - Марина Анісіна - Гвендаль Пейзера |

## Фристайл
| Дисципліна           | Золото              | Срібло                        | Бронза                       |
| Чоловіки: могул      | Джонні Мослі · США  | Янне Лахтела · Фінляндія      | Самі Мустонен · Фінляндія    |
| Чоловіки: акробатика | Ерік Бергоуст · США | Себастьєн Фукріт · Франція    | Дмитро Дащинський · Білорусь |
| Жінки: могул         | Тае Сато · Японія   | Тетяна Міттермаєр · Німеччина | Карі Тро · Норвегія          |
| Жінки: акробатика    | Ніколь Стоун · США  | Сюй Наньнань · Китай          | Колетт Бран · Швейцарія      |

## Хокей
| Дисципліна                | Золото | Срібло | Бронза |
| Чоловіки: хокейний турнір | Чехія: - Домінік Гашек - Петр Свобода - Роман Гамрлик - Їржі Шлегр - Ріхард Шмеглік - Франтішек Кучера - Ярослав Шпачек - Лібор Прохазка - Павел Патера - Яромир Ягр - Мартін Ручинський - Роберт Рейхел - Владімір Ружичка - Іржі Допіта - Мартін Страка - Роберт Ланг - Мартін Прохазка - Йозеф Беранек - Давид Моравець - Мілан Гейдук - Ян Чалоун | Росія: - Михайло Шталенков - Андрій Трефілов - Олег Шевцов - Дмитро Миронов - Сергій Гончар - Олексій Житник - Дарюс Каспарайтіс - Ігор Кравчук - Борис Миронов - Дмитро Юшкевич - Павло Буре - Олексій Яшин - Сергій Федоров - Андрій Коваленко - Олексій Морозов - Олексій Жамнов - Валерій Зелепукин - Валерій Каменський - Валерій Буре - Сергій Немчинов - Герман Титов - Сергій Крівокрасов | Фінляндія: - Ярмо Мюллюс - Арі Суландер - Янне Нійнімаа - Кіммо Тімонен - Теппо Нуммінен - Юркі Лумме - Акі-Петтері Берг - Янне Лаукканен - Туомас Грянман - Теему Селянне - Саку Койву - Єре Лехтінен - Ярі Куррі - Вілле Пельтонен - Міка Ніємінен - Раймо Хельмінен - Еса Тікканен - Кіммо Рінтанен - Самі Капанен - Юха Лінд - Юха Ілонен - Антті Термянен |
| Жінки: хокейний турнір    | США: - Карін Бі - Алана Блаховскі - Ліза Браун-Міллер - Кріс Бейлі - Лорі Бейкер - Каммі Гранато - Сара Декоста - Трейсі Данн - Каті Кінг - Колен Койні - Шейлі Лоон - Сью Мерц - Елісон Млечко - Вікі Мовсесян - Тара Монсі - Дженні Поттер - Анжела Руг'єро - Сара Тутінгу - Сандра Вайт - Грехтен Ульон                                            | Канада: - Дженніфер Боттерілл - Тереза Бріссон - Гайлі Вікенгайзер - Стейсі Вілсон - Даніелла Гоєтт - Юді Дідук - Ненсі Дролет - Лорі Дюпуї - Бекі Келлар - Кессі Кемпбелл - Катерина Маккормек - Карен Ністром - Леслі Реддон - Манон Ройме - Фіона Сміт - Френсі Сент-Луїс - Вікі Сунохарі - Геральдіна Гейні - Яна Геффорд - Лаура Шулер                                                       | Фінляндія: - Петра Вааракалліо - Йоганна Іконен - Маріанна Іхалайнен - Сарі Крокс - Емма Лааксонен - Санна Ланкосаарі - Катя Ледт - Маріка Летімакі - Рікка Ніємінен - Марія-Гелена Палві - Туула Пупутті - Кароліна Рантамакі - Тія Рейма - Катя Ріїпі - Пайвен Сало - Марія Селін - Ліза-Марія Снек - Сарі Фіск - Кірсі Ханнінен - Сату Хуотарі              |

## Шорт-трек
| Дисципліна                     | Золото                                                                            | Срібло                                                                | Бронза                                                            |
| Чоловіки: 500 метрів           | Такафумі Нісітані · Японія                                                        | Ань Юйлун · Китай                                                     | Хітосі Уемацу · Японія                                            |
| Чоловіки: 1000 м               | Кім Дон Сон · Південна Корея                                                      | Лі Цзяцзюнь · Китай                                                   | Ерік Бедар · Канада                                               |
| Чоловіки: естафета 5000 метрів | Канада: - Ерік Бедар - Деррік Кемпбелл - Франсуа Дроле - Марк Ганьон - Ерік Бедар | Південна Корея: - Чхе Джі Хун - Лі Джун Хван - Лі Хо Ін - Кім Дон Сон | Китай: - Лі Цзяцзюнь - Фен Кай - Юань Е - Ань Юйлун               |
| Жінки: 500 метрів              | Анні Перро · Канада                                                               | Ян Ян (S) · Китай                                                     | Чон Лі Гьон · Південна Корея                                      |
| Жінки 1000 метрів              | Чон Лі Гьон · Південна Корея                                                      | Ян Ян (S) · Китай                                                     | Вон Х'є Ген · Південна Корея                                      |
| Жінки: естафета 3000 метрів    | Південна Корея: - Чон Лі Гьон - Вон Х'є Гьон - Ан Сан Мі - Кім Юн Мі              | Китай: - Ян Ян (A) - Ян Ян (S) - Сунь Даньдань - Ван Чуньлі           | Канада: - Ізабель Шаре - Анні Перро - Крістін Будрія - Таня Вісан |